# Nickelodeon Kids’ Choice Awards 2016
29. gala Nickelodeon Kids’ Choice Awards odbyła się 12 marca 2016 o godz. 20:00. Prowadzącym galę był Blake Shelton, amerykański wokalista country. 

## Nominacje
- Nominacje zostały oficjalnie potwierdzone dnia 2 lutego 2016[3].
- Pojawią się sześć nowych kategorii: „Najlepszy program kulinarny”, „Najlepsza współpraca”, „Najlepszy aktor telewizyjny – serial dla dzieci”, „Najlepszy aktor telewizyjny – serial familijny”, „Najlepsza aktorka telewizyjna – serial dla dzieci” i „Najlepsza aktorka telewizyjna – serial familijny”.

### Filmy
| - Ant-Man - Avengers: Czas Ultrona - Kopciuszek - Tata kontra tata - Igrzyska śmierci: Kosogłos. Część 2 - Jurassic World - Pitch Perfect 2 - Gwiezdne wojny: Przebudzenie Mocy - John Boyega jako Finn z filmu Gwiezdne wojny: Przebudzenie Mocy - Robert Downey Jr. jako Tony Stark/Iron Man z filmu Avengers: Czas Ultrona - Chris Evans jako Steve Rogers/Kapitan Ameryka z filmu Avengers: Czas Ultrona - Chris Hemsworth jako Thor z filmu Avengers: Czas Ultrona - Will Ferrell jako Brad Whitaker z filmu Tata kontra tata - Chris Pratt jako Owen Grady z filmu Jurassic World - Lily James jako Kopciuszek z filmu Kopciuszek - Scarlett Johansson jako Czarna Wdowa z filmu Avengers: Czas Ultrona - Anna Kendrick jako Beca Mitchell z filmu Pitch Perfect 2 - Jennifer Lawrence jako Katniss Everdeen z filmu Igrzyska śmierci: Kosogłos. Część 2 - Daisy Ridley jako Rey z filmu Gwiezdne wojny: Przebudzenie Mocy - Rebel Wilson jako gruba Amy z filmu Pitch Perfect 2 | - Alvin i wiewiórki: Wielka wyprawa - Dom - Hotel Transylwania 2 - W głowie się nie mieści - Minionki - Fistaszki – wersja kinowa - Sandra Bullock jako Scarlett Overkill z filmu Minionki - Selena Gomez jako Mavis z filmu Hotel Transylwania 2 - Justin Long jako Alvin z filmu Alvin i wiewiórki: Wielka wyprawa - Jennifer Lopez jako Lucy z filmu Dom - Jim Parsons jako Oh z filmu Dom - Amy Poehler jako Joy z filmu W głowie się nie mieści |

### Telewizja
| - Austin i Ally - Dziewczyna poznaje świat - Niebezpieczny Henryk - Jessie - Szczury laboratoryjne: Bioniczna wyspa - Grzmotomocni - Agenci T.A.R.C.Z.Y. - Teoria wielkiego podrywu - Flash - Współczesna rodzina - Muppety - Dawno, dawno temu - Aidan Gallagher jako Nicky Harper z serialu Nicky, Ricky, Dicky i Dawn - Jack Griffo jako Max Grzmotomocny z serialu Grzmotomocni - Ross Lynch jako Austin Moon z serialu Austin i Ally - Jace Norman jako Henry Hart z serialu Niebezpieczny Henryk - Casey Simpson jako Ricky Harper z serialu Nicky, Ricky, Dicky i Dawn - Tyrel Jackson Williams jako Leo Dooley z serialu Szczury laboratoryjne: Bioniczna wyspa - Anthony Anderson jako Andre „Dre” Johnson z serialu Czarno to widzę - Johnny Galecki jako Leonard Hofstadter z serialu Teoria wielkiego podrywu - Grant Gustin jako Barry Allen z serialu Flash - Ben McKenzie jako James Gordon z serialu Gotham - Jim Parsons jako Sheldon Cooper z serialu Teoria wielkiego podrywu - Rico Rodriguez jako Manny Delgado z serialu Współczesna rodzina - Alvin i wiewiórki - Niesamowity świat Gumballa - Wodogrzmoty Małe - Ninjago: Mistrzowie spinjitzu - Fineasz i Ferb - SpongeBob Kanciastoporty - Steven Universe - Młodzi Tytani: Akcja! | - Dove Cameron jako Liv i Maddie Rooney z serialu Liv i Maddie - Lizzy Greene jako Dawn Harper z serialu Nicky, Ricky, Dicky i Dawn - Kira Kosarin jako Phoebe Grzmotomocna z serialu Grzmotomocni - Laura Marano jako Ally Dawson z serialu Austin i Ally - Debby Ryan jako Jessie Prescott z serialu Jessie - Zendaya jako K.C. Cooper z serialu Nastoletnia agentka - Chloe Bennet jako Daisy „Skye” Johnson z serialu Agenci T.A.R.C.Z.Y. - Kaley Cuoco jako Penny Hofstadter z serialu Teoria wielkiego podrywu - Sarah Hyland jako Haley Dunphy z serialu Współczesna rodzina - Jennifer Morrison jako Emma Swan z serialu Dawno, dawno temu - Sofía Vergara jako Gloria Delgado-Pritchett z serialu Współczesna rodzina - Ming-Na Wen jako Melinda May z serialu Agenci T.A.R.C.Z.Y. - America’s Got Talent - American Idol - Dance Moms - Dancing with the Stars - The Voice - Słodki biznes - Chopped Junior - Cake Wars - Diners, Drive-Ins and Dives - Hell’s Kitchen - MasterChef Junior |

### Muzyka
| - Fall Out Boy - Fifth Harmony - Imagine Dragons - Maroon 5 - One Direction - Pentatonix - Justin Bieber - Drake - Nick Jonas - Ed Sheeran - Blake Shelton - The Weeknd - Adele - Selena Gomez - Ariana Grande - Nicki Minaj - Meghan Trainor - Taylor Swift | - „Bad Blood” –Taylor Swift feat. Kendrick Lamar - „Can't Feel My Face” –The Weeknd - „Hello” – Adele - „Hotline Bling” – Drake - „Thinking Out Loud” – Ed Sheeran - „What Do You Mean?” – Justin Bieber - Alessia Cara - DNCE - OMI - Shawn Mendes - Silentó - Walk the Moon - „Bad Blood” – Taylor Swift feat. Kendrick Lamar - „Downtown” – Macklemore i Ryan Lewis feat. Eric Nally, Melle Mel, Kool Moe Dee i Grandmaster Caz - „Good for You” – Selena Gomez feat. A$AP Rocky - „Like I'm Gonna Lose You” – Meghan Trainor feat. John Legend - „See You Again” – Wiz Khalifa feat. Charlie Puth - „Where Are Ü Now” – Jack Ü z Justinem Bieberem |

### Pozostałe kategorie
| - Diary of a Minecraft Zombie - Dziennik cwaniaczka - Harry Potter - Gwiezdne wojny: Absolutely Everything You Need To Know - Igrzyska śmierci - Więzień labiryntu | - Disney Infinity 3.0 - Just Dance 2016 - Minecraft: Story Mode - Skylanders: SuperChargers - SpongeBob HeroPants - Super Mario Maker |